# Adenia poilanei
Adenia poilanei är en passionsblomsväxtart som beskrevs av Cusset. Adenia poilanei ingår i släktet Adenia och familjen passionsblomsväxter. Inga underarter finns listade i Catalogue of Life.